# Ада, Джозеф
Джозеф Ома Ада (англ. Joseph Oma Adah; род. 8 июня 1999, Кано) — нигерийский футболист, полузащитник.

## Карьера

### «Кацина Юнайтед»
Футбольную карьеру начал в нигерийском клубе «Кацина Юнайтед». Дебютировал за клуб 29 января 2017 года в матче против клуба «Аква Юнайтед». Почти всю часть сезона футболист оставался игроком скамейки запасных. В середине июля 2017 года футболист снова стал получать игровую практику. Дебютный гол за клуб забил 30 июля 2017 года в матче против клуба АБС. В дебютном сезоне отличился за клуб забитым голом и результативной передачей. Продолжил выступать за клуб ещё в течение 2 сезонов.

### «Слуцк»
В апреле 2019 года футболист перешёл в белорусский клуб «Слуцк». Дебютировал за клуб 21 апреля 2019 года в матче против «Ислочи», выйдя на поле на 66 минуте. Первым результативным действием отличился 5 мая 2019 года в матче против минского «Динамо», отдав голевую передачу. Затем футболист быстро закрепился в основной команде клуба. Дебютный гол забил 10 августа 2019 года в матче против «Гомеля», также отличившись результативной передачей. В декабре 2019 года футболист покинул клуб.

### «Пюник»
В январе 2020 года футболист перешёл в армянский клуб «Пюник». Дебютировал за клуб 7 марта 2020 года в матче против клуба «Ноа», отдав голевую передачу. Дебютный гол за клуб забил 28 июня 2020 года в матче против ереванского клуба «Урарту». На протяжении сезона футболист был одним из ключевых игроком клуба. Сыграл за клуб в 6 матчах, в которых отличился забитым голом и 2 результативными передачи. В июле 2020 года покинул клуб.

### «Гандзасар» Капан
В июле 2020 года футболист перешёл в армянский клуб «Гандзасар» из города Капан. Дебютировал за клуб 15 августа 2020 года в матче против черенцаванского клуба «Ван». Дебютным голом отличился 23 сентября 2020 года в матче против клуба «Ширак», также записав на свой счёт голевую передачу. Сыграл за клуб в 9 матчах во всех турнирах, в которых отличился забитым голом и 2 результативными передачами.

### «Шахтёр» Караганда
В начале 2021 года футболист проходил просмотр в украинском клубе «Олимпик», однако по итогу не подписал с донецким клубом контракт. В январе 2020 года также появилась информация, что нигерийский футболист продолжит свою карьеру в казахстанском «Шахтёре» из Караганды. В феврале 2021 года карагандинский клуб официально подписал с футболистом контракт. Дебютировал за клуб 5 марта 2021 года в матче за третье место Суперкубка Казахстана против «Кайрата». За клуб на протяжении сезона больше не сыграл.

### «Олимп-Долгопрудный»
В сентябре 2021 года стал игроком российского клуба «Олимп-Долгопрудный». Дебютировал за клуб 19 сентября 2021 года в матче против клуба «СКА-Хабаровск». Дебютный гол за клуб забил 9 октября 2021 года в матче против воронежского «Факела». Футболист быстро смог закрепиться в основной команде российского клуба. В матче 17 ноября 2021 года против московского «Торпедо» отличился дублем из результативных передач. По окончании сезона в активе футболиста было 3 забитых гола и 3 результативные передачи. В июне 2022 года покинул клуб и вскоре стал игроком словенского клуба «Целе», за который так и не дебютировал.

### «Динамо» Минск
В январе 2023 года футболист перешёл в минское «Динамо». Дебютировал за клуб 15 апреля 2023 года в матче против борисовского БАТЭ, выйдя на замену на 82 минуте. Провёл за белорусский клуб всего лишь 2 матча и с конца мая 2023 года перестал попадать в заявку основной команды на матчи, результативными действиями не отличившись. В начале августа 2023 года футболист принимал участие в Кубке Тото за израильский клуб «Маккаби» Бней-Рейне. В сентябре 2023 года футболист покинул белорусский клуб.

### «Секция Нес-Циона»
В сентябре 2023 года футболист присоединился к израильскому клубу «Секция Нес-Циона». Дебютировал за клуб 21 сентября 2023 года в матче против клуба «Хапоэль» Акко, выйдя на замену на 72 минуте. Дебютный гол за клуб футболист забил 12 декабря 2023 года в матче против клуба «Ихуд Бней Шфарам».

## Клубная статистика
| Игровая карьера | Игровая карьера | Игровая карьера | Лига | Лига | Кубок | Кубок | Межд. | Межд. | Др. | Др. |
| --------------- | --------------- | --------------- | ---- | ---- | ----- | ----- | ----- | ----- | --- | --- |
| 2019            | Слуцк           | А               | 24   | 1    | 2     | 0     | -     | -     | -   | -   |
| 2019/2020       | Пюник           | А               | 6    | 1    | -     | -     | -     | -     | -   | -   |
| 2020/2021       | Гандзасар       | A               | 8    | 1    | 1     | 0     | -     | -     | -   | -   |
| 2021            | Шахтёр          | A               | -    | -    | -     | -     | -     | -     | 1   | 0   |